# سوپرمچ (تورنمنت فوتبال)
سوپرمچ یک تورنمنت فوتبال دوستانه پیش فصل سالانه است. این مسابقات قبلاً به دلیل حمایت مالی به عنوان جام توماس کوک تا سال ۲۰۰۸، جام فروستال در سال ۲۰۱۰، جام وینولی در سال ۲۰۱۲ و سوپرمچ توسط کارلسبرگ شناخته می‌شد. منچستر سیتی میزبان این مسابقات است. این بازی معمولاً آخرین بازی قبل از بازی افتتاحیه لیگ برتر است و یک باشگاه بسیار مشهور یوفا در آن حضور دارد.
منچسترسیتی در دوره‌های قبلی این رقابت‌ها مقابل تیم‌های لیگ قهرمانان اروپا، آرسنال، بروسیا دورتموند، لاتزیو، آ.ث. میلان، المپیاکوس، پورتو، اشتوتگارت و والنسیا بازی کرده است.
سوپرمچ‌هایی که منچستر سیتی در آن شرکت نمی‌کنند به عنوان سوپرگیم شناخته می‌شوند و در یوتبری، سوئد برگزار می‌شوند.

## بازی‌ها

### جام توماس کوک ۲۰۰۴
| منچستر سیتی                        | ۳–۱    | لاتزیو             |
| ---------------------------------- | ------ | ------------------ |
| آنلکا ۱' · ماکن ۶۸' · سیبیرسکی ۷۴' | Report | اوددو ۷۴' (پنالتی) |

### جام توماس کوک ۲۰۰۵
| منچستر سیتی                     | ۳–۱    | المپیاکوس |
| ------------------------------- | ------ | --------- |
| واسل ۶۵' · رایت-فیلیپس ۷۵'، ۷۹' | Report | توره ۲۷'  |

### جام توماس کوک ۲۰۰۶
| منچستر سیتی | ۰–۱    | پورتو       |
| ----------- | ------ | ----------- |
|             | Report | آدریانو ۴۳' |

### جام توماس کوک ۲۰۰۷
| منچستر سیتی | ۰–۱    | والنسیا   |
| ----------- | ------ | --------- |
|             | Report | سیلوا ۱۰' |

### جام توماس کوک ۲۰۰۸
| منچستر سیتی | ۱–۰    | آث میلان |
| ----------- | ------ | -------- |
| بویینوف ۳۷' | Report |          |

### جام فورستال ۲۰۱۰
| بروسیا دورتموند                                  | ۳–۱    | منچستر سیتی |
| ------------------------------------------------ | ------ | ----------- |
| باریوس ۹' (پنالتی) · کاگاوا ۵۰' · لواندوفسکی ۸۱' | Report | ژو ۱۱'      |

### جام وینولی ۲۰۱۲
| منچستر سیتی            | ۲–۰    | آرسنال |
| ---------------------- | ------ | ------ |
| سابالتا ۴۲' · توره ۴۴' | Report |        |

### سوپرمچ کارلسبورگ ۲۰۱۳
| منچستر سیتی | ۱–۳    | آرسنال                          |
| ----------- | ------ | ------------------------------- |
| نگردو ۸۰'   | Report | والکات ۹' · رمزی ۵۹' · ژیرو ۶۲' |

### سوپرمچ ۲۰۱۵
| اشتوتگارت                                | ۴–۲    | منچستر سیتی            |
| ---------------------------------------- | ------ | ---------------------- |
| کوستیچ ۱۵' · دیداوی ۳۱' · گینچک ۳۶'، ۳۷' | Report | ایهیناچو ۸۴' · جکو ۸۸' |

### سوپرمچ ۲۰۱۶
| منچستر سیتی               | ۲–۳    | آرسنال                             |
| ------------------------- | ------ | ---------------------------------- |
| آگوئرو ۳۰' · ایهیناچو ۸۸' | Report | آیوبی ۵۰' · والکات ۷۳' · آکپوم ۸۵' |

### سوپرمچ ۲۰۱۷
| منچستر سیتی                         | ۳–۰   | وستهام یونایتد |
| ----------------------------------- | ----- | -------------- |
| ژسوس ۸' · آگوئرو ۵۶' · استرلینگ ۷۱' | گزارش |                |

## حمایت
اسپانسر افتتاحیه جام، آژانس مسافرتی توماس کوک بود. در سال ۲۰۱۰، اسپانسر مسابقات به فورستال منتقل شد، که قرارداد نمایندگی با منچستر سیتی امضا کرده بود. در سال ۲۰۱۲، مسابقات دوباره اسپانسرها را تغییر داد، این بار به شرکت ورزشی "وینولی". در سال ۲۰۱۳، اعلام شد که وینولی اسپانسر خود را به یک رقیب منتقل کرده است. در ۵ ژوئن ۲۰۱۳، شرکت دانمارکی نوشیدنی‌های الکلی کارلسبورگ حمایت مالی این رویداد را به عهده گرفت که در آن زمان به عنوان سوپرمچ توسط کارلزبرگ شناخته می‌شد. در سال ۲۰۱۵، هیچ حامی عنوانی برای این رقابت وجود نداشت.